# Јаворски корпус ЈВуО
Јаворски корпус (Горски штаб 51) био је корпус Југословенске војске у отаџбини, формиран априла 1942. године. Корпус је дејствовао на подручију Дежевског, Студеничког и Моравичког среза. Први командант Јаворског корпуса био је капетан Бранивоје Петровић.

## Историјат
Јаворски корпус је био формиран априла 1942. године на Голији, али ови подаци нису у потпуности поуздани. Први документ који говори о активностима овог корпуса датиран је на 21. април 1942. године, али је могуће да је Јаворски корпус био формира нешто раније. У његов састав су ушле три бригаде које су деловале на територијама Дежевског, Студеничког и Моравичког среза. Први заповедник Јаворског корпуса био је капетан Бранивоје Петровић. Касније су у састав Корпуса улазиле новооформљене бригаде, па је Јаворски корпус почетком 1944. године имао шест бригада: Први и Другу дежевску, Прву и Другу студеничку, Моравичку и тзв. Летећу бригаду. Према појединим информацијама, у састав Јаворског корпуса је једно време улазила и Штавичка бригада.
Свака од јединица Корпуса је поред назива имала и број свог горског штаба. Број свог горског штаба су имале и бригаде које су улазиле у састав Корпуса. Ови бројеви су били коришћени у међусобној комуникацији, а у случају да се радило о врло поверљивим информацијама, команданти су се служили псеудонимима. Тако је Бранивоје Петровић користио псеудоним Милош, а Радомир Цветић, командант Студеничке бригаде, користио је псеудониме Ајбих и Биби.
Јаворски корпус је био сматран једним од снажнијих корпуса, али његов стални састав није био бројан. Штаб Корпуса је под својом командом имао око 60 људи, а штабови бригада око 30 до 40. У случају већих војних операција додатно људство је мобилисано по списковима војних обвезника, а свако неодазивање мобилизацији је било строго кажњавано. Борци Корпуса су углавном били становници Студеничког, Дежевског и Моравског среза, али и избеглице из Рашке области и Косова и Метохије. Међу борцима је највише било сељака, а потом и подофицира, официра и жандарма. У састав Јаворског корпуса је током прве половине 1944. године улазило и четрдесет Пољака. Они су као немачки заробљеници радили у басену Борског рудника, одакле су побегли и прикључили се одредима ЈВуО на простору Хомоља. Британци су у договору са емигрантском пољском владом послали 1943. године капетана Неса, чији је задатак био да ове Пољаке окупи и да у сарадњи са локалним јединицама ЈВуО од њих формира оружану јединицу. Током јесени 1943. године ова група предвођена капетаном Несом је стигла у југозападни део Србије, а након Несове погибије укључена је у борачки састав Јаворског корпуса. Августа 1944. године већина ових Пољака евакуисана је заједно са америчким пилотима обореним изнад Србије, које су спасили припадници ЈВуО.
Главни проблем са којим су се борци Корпуса суочавали је био недостатак оружја и муниције, као и неуједначеност типова оружија и калибара. Већина ратног материјала који је недостајао набављан је на црној берзи и запленом након борби. Поред овога, део ратног материјала су у току 1942. године достављали и савезници падобранима. Храна је набављана куповином од локалног становништва, а понекад и реквизицијом. У оквиру сваке бригаде је постојала интендантска служба која се бринула о томе. Униформа припадника Корпуса је била шаренолика, сачињена од градске или сеоске одеће, као и делова југословенске, немачке, британске и бугарске униформе. Што се тиче санитетске службе, иако је она сигурно морала постојати, о њеној организацији и функционисању се мало зна. Неки рањени борци Корпуса лечени су у немачким војним болницама након сукоба са партизанима вођених крајем марта 1944. године.
Током 1943. године Корпус је организовао и војну обуку за оне младиће које је Априлски рат спречио да редовно служе војни рок. Због недостатака одговарајућег командног кадра на Рудну је 1944. године била формирана и подофицирска школа. Корпус је, следећи упутства Врховне команде, активно радио и на штампању летака, брошура и плаката, а одржавани су и пропагандни говори и предавања. Године 1942. при штабу Корпуса је био покренут и лист Равногорски омладнац. Како би дисциплина у Корпусу била подигнута на задовољавајући ниво издаване су бројне наредбе у којима је за повреде дисциплине било прећено најстрожим казнама. Међутим, сукоби у Корпусу су се настављали, а сукоб између Бранивоја Петровића и Радомира Цветића се толико разбуктао да је и сам Драгољуб Михаиловић морао да интервенише. Тако је Бранивоје Петровић крајем септембра 1942. године био премештен на место делегата Врховне команде при Варваринском, Ресавском и Ивањичком корпусу. На Петровићево место на челу Јаворског корпуса дошао је Цветић. Слаб борбени морал најочигледније се испољавао приликом мобилизације и борби на територијама које су биле далеко од домова бораца. Велики страх међу борцима изазивала су и дејства непријатељске артиљерије.
Крајем 1944. године Јаворски корпус је, попут осталих корпуса Југословенске војске у отаџбини, морао да одступа пред јединицама партизана и Црвене армије. Велики број бораца је напустио Корпус и пре него што је почело повлачење према западу, па је по једном документу са краја 1944. године у Првој студеничкој бригади остало свега 19 бораца. Одлуком Врховне команде Јаворски корпус је децембра 1944. године био је у саставу Другог јуришног корпуса Команде Србије. Међутим, како се услед глади, болести, тешких временских услова и сукоба са партизанима и усташама број бораца смањивао, извршена је нова реорганизација. Јаворски корпус је 11. марта 1945. године био сведен на ранг бригаде и припојен Церском корпусу, којим је командовао потпуковник Драгослав С. Рачић. Овом одлуком је Јаворски корпус престао да постоји. Није познато шта се догодило са његовим припадницима који су наставили да се повлаче према западу, односно колико њих је преживело рат. Са друге стране, неколико мањих група које су чинили некадашњи боци Корпуса наставио је са дејствима у долини Ибра и на подручју Копаоника, Рогозне и Голије, надајући се да ће им западни савезници помоћи у борби против нове комунистичке власти.

## Састав
Јаворски корпус је имао команду и седам бригада.

### Команда
Корпусом је командовао капетан Бранивоје Петровић, до краја 1942, а затим капетан Радомир Цветић. Заменик команданта је био Крсто Павићевић, а начелник штаба поручник Стојко Филиповић. Правни саветник је био Војислав Давидовић, а командант среза судија и резервни поручник Цветко Гвозденовић.

### Бригаде
- 1. моравичка (ком. поручник Слободан Поповић и поручник Цветко Гвозденовић)
- 2. моравичка (ком. поручник Милан Ивановић Грубеља)
- 1. студеничка
- 2. студеничка
- 1. дежевска
- 2. дежевска (ком. поручник Милан Чарапић)
- Штавичка